# کاستا کروز
کاستا کروز (ایتالیایی: Costa Crociere) شرکت حمل‌ونقل ایتالیایی است، که در زمینه ارائه خدمات خطوط کشتی‌های کروز فعالیت می‌کند.
شرکت کاستا کروز در سال ۱۸۵۴ راه‌اندازی شد و در حال حاضر شرکت تابعه‌ای از کارنوال کورپوریشن (بزرگترین اپراتور خطوط کشتی‌های کروز در جهان) محسوب می‌شود. دفتر مرکزی کارنوال کروز لاین در شهر جنوا، ایتالیا مستقر می‌باشد.